# Nguyễn Hữu Truyền
Nguyễn Hữu Truyền (sinh 1957) là một sĩ quan trong Quân đội nhân dân Việt Nam, hàm Thiếu tướng. Ông nguyên là Phó Tham mưu trưởng Quân khu 4.

## Thân thế và binh nghiệp
Ông sinh ngày 6 tháng 6 năm 1957, quê ở xã Hưng Phúc, Hưng Nguyễn, Nghệ An. Là vị tướng quân đội thứ 2 sau Chu Huy Mân của quê hương Hưng Nguyên, Nghệ An.
Năm 1975: nhập Ngũ, tham gia kháng chiến tại chiến trường nam Lào.
Năm 1976: được kết nạp vào Đảng CSVN.
Năm 1979 -1980: tham gia vào kháng chiến tại chiến trường biên giới phía Bắc.
Năm 1983: của đi học trường sĩ quan lục quân, sau khi ra trường về công tác tại sư đoàn 968, quân khu 4, đã kinh qua các vị trí từ tiểu đội trưởng đến Sư đoàn trưởng.
Năm 2010: được Bộ Quốc Phòng điều lên giữ chức Bí thư Đảng bộ, Phó Tham Mưu Trưởng Quân khu 4
Năm 2013: được phong quân hàm cấp Thiếu tướng
Năm 2017: nghỉ chờ hưu.